# Den uskrevne Lov
Den uskrevne Lov (originaltitel The Criminal Code er en amerikansk kriminalfilm fra 1931, der er instrueret af Howard Hawks. Filmen har Walter Huston, Phillips Holmes, Constance Cummings og Boris Karloff på rollelisten.
Manuskriptet, der er inspireret af skuespillet The Criminal Code af Martin Flavin, blev skrevet af Fred Niblo Jr. og Seton I. Miller. De to manuskriptforfattere blev nomineret til en Oscar for bedste filmatisering.
Filmen er den første af tre filmatiseringer af skuespillet udgivet af Columbia Pictures. Den blev efterfulgt af Døden i tugthuset fra 1938 og Dømt for drab fra 1950.

## Handling
Seks års hårdt arbejde i fængslets jutemølle har taget hårdt på den unge Graham (Phillips Holmes), der er dømt for drab efter et beruset slagsmål. Fængslets læge og psykiater anbefaler, at man ændre Grahams pligter inden der sker uopretteligt psykologisk skade.
Da inspektøren (Walter Huston) husker at det var ham, der som distriksadvokat havde sat ham bag tremmer, gør han Graham til sin tjener. Graham nyder forandringen, og er især glad for at være sammen med chefens smukke unge datter, Mary (Constance Cummings).
En af Grahams cellekammerater prøver at flygte sammen med to andre. Den ene er dog en stikker, der afsløre deres planer. Vagterne skyder og dræber en af udbryderne. Ned Galloway (Boris Karloff), Grahams anden cellekammerat lover at hævne dette dødsgfald, og planlægger at dræbe stikkeren og advare Graham om at holde sig væk fra ham.
Imidlertid bliver Graham vidne til drabet. Selvom inspektøren finder Graham ved liget, tro han ikke at Graham er morderen, men at han ved hvem det er.
fængselsinspektøren kræver navnet på morderen, og lover Graham prøveløsladelse. Graham forbliver loyal overfor gangerns tavshedsløfte, så fængselsinspektøren sender ham i isolationsfængsel, og håber dermed at få ham til at snakke.
Mary vender tilbage efter en tur og er chokeret over at finde ud af at Graham er blevet straffet. Hun erklærer sin kærlighed til ham, og opfordrer til at han bliver løsladt.
Det lover fængselsinspetøren men samtidigt lægger Captain Gleason (DeWitt Jennings) pres på Graham for at få ham til at tilstå. Galloway er så taknemmelig for at Graham har holdt tæt. Han arrangere at han kommer i isolation og beskytte ham, ved at dræbe Gleason for hvem han havde et mangeårigt nag.

## Eksterne Henvisninger
- Den uskrevne Lov på Internet Movie Database (engelsk)
- Den uskrevne Lov i Svensk Filmdatabas (svensk)
- Den uskrevne Lov på AlloCiné (fransk)
- Den uskrevne Lov på MovieMeter (nederlandsk)
- Den uskrevne Lov på AllMovie (engelsk)
- Den uskrevne Lov hos American Film Institute (engelsk)
- Den uskrevne Lovs profil hos Encyclopædia Britannica Online (engelsk)
- Den uskrevne Lov på Turner Classic Movies (engelsk)
- Den uskrevne Lov på The Movie Database (engelsk)
- Den uskrevne Lov på Rotten Tomatoes (engelsk)